# Cantó de Tinchebray
El cantó de Tinchebray és un cantó francès del departament de l'Orne, situat al districte d'Argentan. Té 15 municipis i el cap es Tinchebray.

## Municipis
- Beauchêne
- Chanu
- Clairefougère
- Frênes
- Larchamp
- Le Ménil-Ciboult
- Moncy
- Montsecret
- Saint-Christophe-de-Chaulieu
- Saint-Cornier-des-Landes
- Saint-Jean-des-Bois
- Saint-Pierre-d'Entremont
- Saint-Quentin-les-Chardonnets
- Tinchebray
- Yvrandes

## Història
| Data d'elecció                           | Identitat         | Partit                     | Qualitat |
| ---------------------------------------- | ----------------- | -------------------------- | -------- |
| 1949-1967                                | Pierre Lemarchand | UNR, després Divers droite |          |
| 1967-1973                                | M. Lemarchand     | Divers droite              |          |
| 1973-1995                                | Hubert Bassot     | RI, després UDF            |          |
| 1996-2004                                | Sylvia Bassot     | UDF, després UMP           |          |
| 2004-                                    | Jérôme Nury       | UDF, després UMP           |          |
| les dades anteriors no són pas conegudes |                   |                            |          |
|                                          |                   |                            |          |

## Demografia
| A partir de 1990: Població sense dobles comptes |